# Matthew Denslow
Matthew Denslow, né le 23 juillet 2001, est un coureur cycliste zimbabwéen, champion sur route en 2025. Il pratique le triathlon dans sa jeunesse.

## Biographie
Matthew Denslow a grandi au Zimbabwe. Durant sa jeunesse, il pratique le triathlon à un bon niveau,. Sélectionné en équipe nationale, il termine notamment second du championnat d'Afrique de triathlon en relais mixte juniors en 2019. Il est reconnu sportif juniors la même année dans son pays. Son père Paul est champion de triathlon du Zimbabwe 2023 bien qu'il appartient à la catégorie 40-49 ans. Matt s'installe au Royaume-Uni en 2020 pour suivre des études de commerce. Étudiant à l'Oxford Brookes University, il obtient une licence en gestion des affaires internationales.[source insuffisante]
En avril 2025, il devient champion du Zimbabwe de cyclisme sur route.

## Palmarès en cyclisme
- 2025
  -  Champion du Zimbabwe sur route